# Rumoi
Rumoi (japonsky 留萌市) je město v prefektuře Hokkaidó v Japonsku. K roku 2019 v něm žilo přes dvacet tisíc obyvatel. Je hlavním městem podprefektury Rumoi.

## Poloha a doprava
Rumoi leží na západním pobřeží ostrova Hokkaidó na břehu Japonského moře přibližně sto kilometrů severně od Sappora a padesát kilometrů západně od Asahikawy.
Přes město vede železniční trať Fukagawa – Mašike.

## Dějiny
Status města (ši) získalo Rumoi k 1. říjnu 1947.

### Rodáci
- Masaru Sató (1928–1999), skladatel filmové hudby
- Jataró Watase (* 1960), skokan na lyžích
- Júta Watase (* 1982), skokan na lyžích